# Bematistes pseudoprotea
Bematistes pseudoprotea är en fjärilsart som beskrevs av Otto Staudinger 1896. Bematistes pseudoprotea ingår i släktet Bematistes och familjen praktfjärilar. Inga underarter finns listade i Catalogue of Life.